# Marcelo Torres
Marcelo Torres (Andradas, 10 de junho de 1975) é um jornalista e apresentador brasileiro.

## Biografia
Marcelo Torres formou-se em Jornalismo pela Universidade Estadual Paulista (Unesp) de Bauru (SP) em 1996. É Mestrado em jornalismo com diploma da University of Westminster de Londres (Inglaterra), desde 2003.

## Carreira
Iniciou a carreira no período que cursava a universidade. Em 1997 passou a atuar como repórter no Jornal da Cidade de Bauru, onde permaneceu até junho de 1998. Mas desde o início de 1998 já trabalhava como repórter da TV Globo Oeste Paulista. Também foi repórter do Jornal Nacional em Sorocaba e Belo Horizonte.
Em 2003, viajou para Londres, onde cursou mestrado em jornalismo e, posteriormente, trabalhou na Rádio BBC World Service atuando em coberturas internacionais por um ano e meio. Em seguida, de Londres, passou a ser correspondente do SBT São Paulo, enviando notícias, principalmente de assuntos internacionais e de guerras, permanecendo até 2011 na função, quando retornou ao Brasil.
Em 2011, retorna ao Brasil como substituto em vários telejornais do SBT.
Apresentou o Jornal do SBT ao lado de Karyn Bravo, entre 2013 e 2014, sendo substituído por Hermano Henning.
Em 14 de dezembro de 2020, o SBT anuncia que o contrato de Carlos Nascimento não seria renovado, com isso Marcelo, que já estava apresentando o SBT Brasil interinamente por conta do afastamento de Nascimento em decorrência da Pandemia da COVID-19, foi efetivado no posto de âncora do jornal, juntamente com Márcia Dantas, permanecendo até 9 de março de 2024. Com isso, Marcelo voltou a ser correspondente da emissora, desta vez, na Argentina.
Em 2 de setembro de 2024, Marcelo anuncia sua saída do SBT. Atualmente, apresenta o Times Brasil CNBC, na Times Brasil.